# Aegiochus gordoni
Aegiochus gordoni är en kräftdjursart som beskrevs av Bruce 2009. Aegiochus gordoni ingår i släktet Aegiochus och familjen Aegidae. Inga underarter finns listade i Catalogue of Life.